# Mastaba S3111
Mastaba S3111 (Saqqara Grab Nr. 3111) ist ein Mastabagrab aus der altägyptischen 1. Dynastie (Frühdynastische Zeit), welches im 29. Jahrhundert v. Chr. errichtet wurde. Die Mastaba wurde seit dem 19. Januar 1936 von Walter Bryan Emery und John Winter Crowfoot ausgegraben. Zunächst vermuteten sie, dass es sich um das Grab des Pharaos Anedjib handeln würde. Im Laufe der Erforschung wurde jedoch klar, dass der Grabinhaber der Beamte Sabu war. Sein Name fand sich auf Siegelabrollungen im Grab. Mastaba S3111 wurde schon in der Antike ausgeraubt.

## Beschreibung
Die Mastaba liegt im Norden der Nekropole Sakkara am östlichen Rand des Plateaus. Hier grenzte in der Antike der See von Abusir an. Etwa 1,5 km südlich befindet sich die Djoser-Pyramide. Der Oberbau hatte eine Länge von 19,20 m und eine Breite von 12,05 m und hatte eine nordsüdliche Ausrichtung. Die Außenmauer war aus ungebrannten Lehmziegeln errichtet und hatte eine Nischenanordnung, die eine Palastfassade nachahmte. Die Langseiten hatten acht und die kurzen Seiten drei Nischen. Die verwendeten Ziegel hatten eine Länge von 0,26 m, eine Breite von 0,12 m und eine Höhe von 0,07 m. Entgegen der damals üblichen Bauweise verfügte das Grab über keine Zugangstreppe und ähnelte so eher der vorhergehenden Grabarchitektur. Obwohl es sich nicht um ein königliches Grab handelte, gab es außerhalb im nördlichen Teil der Westfassade eine Nebenbestattung, die sich unberaubt fand und die Bestattung eines Mannes enthielt. Er lag zusammengekauert in einem Sarg aus Holz. Als Grabbeigaben fanden sich vier Steingefäße und sieben Keramikgefäße. Im südlichen Teil des Grabes fand Emery eine aus behauenen Kalksteinblöcken errichtete Plattform von etwa 2 m mal 3,50 m Größe. Sie fand vermutlich bei der Begräbniszeremonie Verwendung.

## Kammern
Die sieben Kammern waren in einer 2,55 m tiefe Grube, die 10,45 m lang und 6 m breit war, errichtet worden und durch Lehmziegelmauern voneinander getrennt. Kammer A im Nordwesten hatte mit einem Lehmputz versehene Wände und war mit Holzplanken abgedeckt. Hier fand man 96 Tongefäße, die teilweise verplombt waren. Die Tonplomben trugen zum Teil die Namen des Pharaos Den und des Grabinhabers. Östlich von Kammer A liegt Kammer B, die genauso groß war. Dort befanden sich Ochsenknochen und fünf Keramikschalen mit Überresten von Fleischstücken. Kammer C, die südlich an Kammer A anschließt, hatte auch einen Lehmputz. Da die Kammer größer ist, hatte sie einen Balken, der in Aussparungen in der West- und Ostwand ruhte und die Holzdecke abstützte. Hier legte Emery 71 Tongefäße frei, die teilweise mit unbeschrifteten Siegeln verplombt waren. Die östliche Kammer D war ähnlich konstruiert wie Kammer C. Sie enthielt nur wenige Scherben von Stein- und Tongefäßen.
Kammer E, die eigentliche Grabkammer, ist wesentlich größer als alle anderen Kammern. Auf dem Lehmputz an den Wänden trug sie zusätzlich eine weiße Stuckschicht. Die Holzplankendecke wurde von drei Holzbalken, die jeweils in Aussparungen in der West- und Ostwand ruhten, getragen. Im südlichen Teil der Kammer fand man die Teile eines Holzsarkophags mit den sterblichen Überresten des Sabu. Er wurde auf der rechten Seite liegend mit dem Blick nach Westen in zusammengekauerter Haltung im Grab abgelegt. Es war der erste adelige Leichnam aus der 1. Dynastie, der in dieser Haltung aufgefunden wurde. Grabräuber hatten bei ihrem Beutezug einen Arm vom Skelett getrennt und alle Wertgegenstände mitgenommen. Trotzdem war die ursprüngliche Anordnung der Grabbeigaben relativ gut erhalten geblieben. Die Grabbeigaben waren 77 Keramiktöpfe, 48 Steingefäße aus Travertin, Schiefer und Tuff, zwei Elfenbeindosen, zwei Kisten mit insgesamt 85 kleinen Feuersteinmessern und fünf dreieckigen Feuersteinschabern, Gebeine von zwei Ochsen, Pfeile, Feuerstein- und Kupferwerkzeuge. Unter den Steingefäßen aus Schiefer befand sich auch die zerbrochene sogenannte Sabu-Scheibe, die vor allem durch die Anhänger der Prä-Astronautik Bekanntheit erlangte.
Südlich von Kammer E liegen noch die Kammern F und G, die die gleiche Größe wie A und B haben. Die westliche Kammer F enthielt Keramikscherben und einige Siegel mit dem Namen des Pharaos Anedjib. In Kammer G gab es nur Scherben von Stein- und Keramikgefäßen.